# Tetranodus tropipennis
Tetranodus tropipennis là một loài bọ cánh cứng trong họ Cerambycidae.